# Sabah Seghir
Sabah Seghir (in arabo صباح الصغير‎?; Colombes, 27 settembre 2000) è una calciatrice marocchina, centrocampista del Basilea e della nazionale marocchina.

## Carriera

### Club

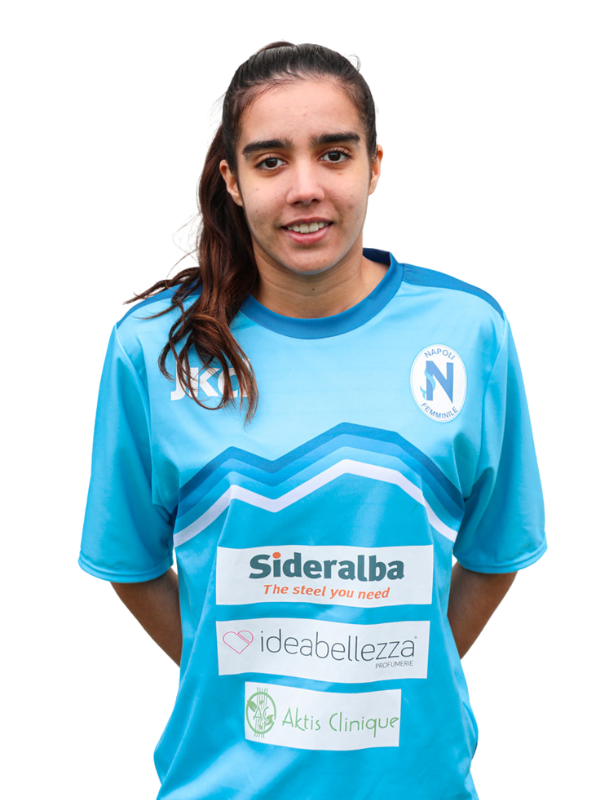
Seghir con la maglia del Napoli Femminile nella stagione 2022-23.

Nata in Francia, a Colombes, da genitori marocchini, Sabah Seghir iniziò a giocare a calcio al CSM Gennevilliers, per poi passare al Racing Saint-Denis nel 2017. Qui ha giocato per tre stagioni sia nelle serie regionali sia in Division 2, la seconda serie del campionato francese. Nel gennaio 2020 si è trasferita al VGA Saint-Maur, concludendovi la stagione e giocandovi anche nella stagione successiva.
Nell'estate 2021 ha lasciato la Francia per andare a giocare in Italia con la Sampdoria, che aveva acquisito il titolo sportivo per disputare la Serie A 2021-2022. Nel corso del campionato ha giocato 16 partite, venendo spesso schierata titolare, e ha realizzato una rete nella vittoria per 2-1 sulla Lazio nella 12ª giornata. Dopo aver giocato la prima parte della stagione 2022-23 in Serie A, a fine gennaio 2023 è stata mandata in prestito al Napoli in Serie B.
Durante la sessione estiva di calciomercato 2023 viene annunciato il suo trasferimento al Basilea per quello che sarà il suo secondo campionato all'estero.

### Nazionale
Seghir venne convocata dal commissario tecnico della nazionale marocchina Reynald Pedros in occasione della doppia amichevole con il Mali del 10 e 14 giugno 2021, debuttando nel primo dei due incontri e partendo titolare nel successivo. Successivamente Pedros ha continuato a convocarla e a farla giocare in più occasioni nelle amichevoli preparatorie alla Coppa d'Africa 2022. È stata poi inserita nella rosa delle 26 calciatrici che hanno preso parte alla fase finale del torneo, organizzato in Marocco; il torneo è stato concluso dalla nazionale marocchina al secondo posto e Seghir ha giocato in due partite.

## Statistiche

### Presenze e reti nei club
Statistiche (parziali) aggiornate al 12 febbraio 2023.
| Stagione              | Squadra               | Campionato            | Campionato | Campionato | Coppe nazionali | Coppe nazionali | Coppe nazionali | Coppe continentali | Coppe continentali | Coppe continentali | Altre coppe | Altre coppe | Altre coppe | Totale | Totale |
| Stagione              | Squadra               | Comp                  | Pres       | Reti       | Comp            | Pres            | Reti            | Comp               | Pres               | Reti               | Comp        | Pres        | Reti        | Pres   | Reti   |
| --------------------- | --------------------- | --------------------- | ---------- | ---------- | --------------- | --------------- | --------------- | ------------------ | ------------------ | ------------------ | ----------- | ----------- | ----------- | ------ | ------ |
| 2019-2020             | VGA Saint-Maur        | D2                    | 3          | 2          | CF              | -               | -               | -                  | -                  | -                  | -           | -           | -           | 3      | 2      |
| 2020-2021             | VGA Saint-Maur        | D2                    | 2          | 0          | CF              | -               | -               | -                  | -                  | -                  | -           | -           | -           | 2      | 0      |
| Totale VGA Saint-Maur | Totale VGA Saint-Maur | Totale VGA Saint-Maur | 5          | 2          |                 | -               | -               |                    | -                  | -                  |             | -           | -           | 5      | 2      |
| 2021-2022             | Sampdoria             | A                     | 16         | 1          | CI              | 2               | 0               | -                  | -                  | -                  | -           | -           | -           | 18     | 1      |
| 2022-gen. 2023        | Sampdoria             | A                     | 11         | 0          | CI              | 2               | 1               | -                  | -                  | -                  | -           | -           | -           | 13     | 1      |
| Totale Sampdoria      | Totale Sampdoria      | Totale Sampdoria      | 27         | 1          |                 | 4               | 1               |                    | -                  | -                  |             | -           | -           | 31     | 2      |
| gen.-giu. 2023        | Napoli                | B                     | 2          | 0          | CI              | -               | -               | -                  | -                  | -                  | -           | -           | -           | 1      | 0      |
| 2023-2024             | Basilea               | WSL                   | -          | -          | CS              | -               | -               | -                  | -                  | -                  | -           | -           | -           | -      | -      |
| Totale carriera       | Totale carriera       | Totale carriera       | 34+        | 3+         |                 | 4+              | 1+              |                    | -                  | -                  |             | -           | -           | 38+    | 4+     |

## Palmarès
- Campionato italiano di Serie B: 1

Napoli: 2022-2023